# Can Bastinos
Can Bastinos és una masia de Sant Fost de Campsentelles a la comarca del Vallès Oriental inclosa a l'Inventari del Patrimoni Arquitectònic de Catalunya.

## Descripció
És un edifici de tècnica constructiva moderna però amb elements clàssics tant ornamentats i disposats tant sofisticadament que li donen una imatge abarrocada. Per altra banda, la planta té forma de T, o de creu a la que li falta un braç, que es perllongaria sobre el carrer. La teulada sembla de pissarra, o si més no la intenta imitar.

## Història
Se sap que el nucli de Sant Fost es va formar a mitjan segle xix i hi ha una foto de la casa del 1880. Es pot dir, doncs, que es va construir al tercer quart del segle xix. Aquesta casa pertanyia a la família d'editors Bastinos.